# کاگامزینکه

کاگامزینکه شهری در شهرستان دولوگو در استان بازگا در بورکینافاسوی مرکزی است و جمعیت آن ۹۷۲ نفر است.